# Hotepsekhemwy
Hotepsekhemwy (tiếng Hy Lạp: Boethos) là vị vua đầu tiên của Vương triều thứ 2 của Ai Cập. Độ dài vương triều của ông không được xác định rõ: Danh sách Vua Turin cho là 95 năm; riêng Manetho ghi lại rằng vương triều của "Boethos" kéo dài 38 năm. Các nhà Ai Cập học hiện đại thì xác định, vương triều của ông chỉ kéo dài 25 - 29 năm.

## Tên gọi

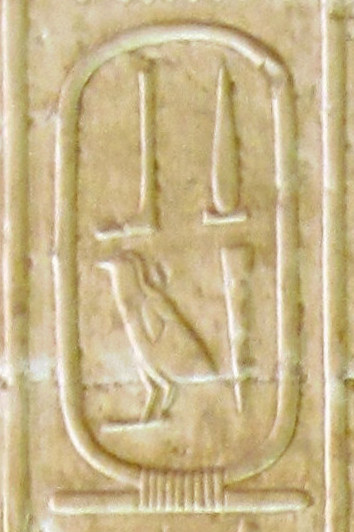
Tên đồ hình của Hotepsekhemwy trong bản danh sách vua Abydos(vị trí số 9).

Các nhà khảo cổ học đã tìm thấy tên của vua Hotepsekhemwy tại Sakkara, Giza, Badari và Abydos trên những dấu ấn triện bằng đất sét, những chiếc bình đá và những ống trụ bằng xương. Một số bình đá còn có khắc tên của Hotepsekhemwy cùng với tên vị vua kế kị ông là Raneb
Tên Horus của Hotepsekhemwy là chủ đề nhận được sự quan tâm đặc biệt bởi các nhà Ai Cập học và sử gia, bởi vì nó có thể mang tính gợi ý đến tình hình chính trị hỗn loạn vào thời đại đó. Từ "Hotep" trong tiếng Ai Cập cổ có nghĩa là "hòa bình" và "hài lòng" mặc dù nó cũng có thể có nghĩa là "hòa giải" hoặc "hòa hợp". Vì vậy, tên đầy đủ của Hotepsekhemwy có thể được đọc là "hai vương quốc được hòa hợp", điều đó cho thấy một ý nghĩa chính trị quan trọng. Theo nghĩa này, "hai vương quốc" có thể là một trích dẫn nhắc đến Thượng Ai Cập và Hạ Ai Cập cũng như các vị thần chủ chốt Horus và Seth.

## Đồng nhất
Hotepsekhemy thường được đồng nhất với tên gọi Bedjau trong danh sách vua Abydos vào thời kỳ Ramesses, Bedjatau từ Giza, Netjer-Bau từ danh sách vua Sakkara và tên gọi Bau-hetepju từ cuộn giấy coí Turin. Nhà Ai Cập học Wolfgang Helck chỉ ra rằng một tên gọi tương tự khác là Bedjatau, cũng đã xuất hiện trong một danh sách vua ngắn được tìm thấy trên một bảng viết từ ngôi mộ mastaba G1001 của viên quan lại cấp cao Mesdjeru. "Bedjatau" có nghĩa là "thợ đúc" và điều này được cho là một sự hiểu nhầm về cách đọc tên "Hotepsekhemwy", bởi vì các ký hiệu chữ tượng hình dùng để viết chữ "Hotep" dạng đầy đủ lại rất giống với ký hiệu của lò gốm và một con gà con theo cách viết bằng chữ thầy tu. Các tên gọi khác như "Netjerbau" và "Bau-hetepju" cũng trở thành một vấn đề gây nhiều tranh luận, bởi vì các nhà Ai Cập học không thể tìm thấy bất kỳ nguồn gốc tên gọi nào vào thời đại của Hotepsekhemwy mà có thể đã được sử dụng để hình thành nên chúng.

## Triều đại
Chúng ta biết rất ít về vị vua này. Các tài liệu hiện nay xác nhận, ông lên ngôi sau một cuộc chiến tranh giành ngai vàng trong triều đình Ai Cập vào giai đoạn cuối Vương triều thứ nhất. Để chứng minh cho điều này, các nhà Ai Cập học như Wolfgang Helck, Dietrich Wildung và George Reisner chỉ ra rằng lăng mộ của vua Qaa đã bị cướp phá vào cuối vương triều thứ nhất và chỉ được khôi phục dưới triều đại của Hotepsekhemwy. Việc cướp bóc khu nghĩa trang và ý nghĩa bất thường trong tên gọi của vua Hotepsekhemwy có thể là manh mối về một cuộc nội chiến. Ngoài ra, khi Helck xem xét danh sách các vị vua thời gian này thì nhận thấy nó đã bị đục bỏ mất tên của hai vị vua là "Chim Horus" và vua Sneferka bởi vì họ đã tham gia vào cuộc "chiến tranh giành ngai vàng" 

Những dấu ấn triện được tìm thấy cũng đã cung cấp thêm bằng chứng về một cung điện mới của hoàng gia được gọi là "Horus ngôi sao sáng" đã được Hotepsekhemwy cho xây dựng. Ông cũng đã cho xây dựng một ngôi đền gần Buto cho vị thần ít được biết đến có tên là Netjer-Achty và cho xây "Nhà nguyện của Vương miện Trắng". Vương miện trắng là một biểu tượng của vùng đất Thượng Ai Cập. Đây được cho là một manh mối khác về nguồn gốc triều đại của Hotepsekhemwy, có khả năng là giống như là nguồn gốc của quyền lực chính trị..Các nhà Ai Cập học chẳng hạn như Nabil Swelim chỉ ra rằng không có dòng chữ nào thuộc về triều đại của Hotepsekhemwy mà có đề cập đến một lễ hội Sed; điều đó cho thấy nhà vua không thể cai trị quá 30 năm.

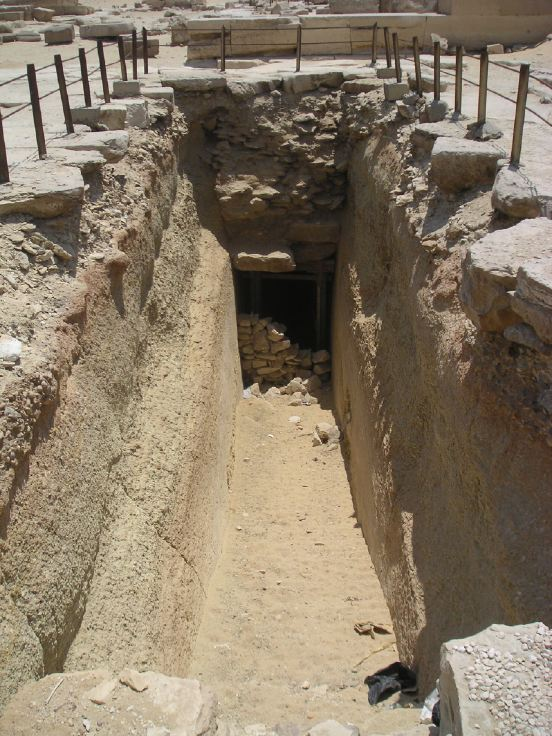
Lối vào khu vực hành lang của hầm mộ.

Sử gia Manetho đã ghi lại tên của vua Hotepsekhemwy là Boëthôs (có vẻ như là một cách gọi khác của tên gọi Bedjau) và ghi lại rằng dưới triều đại trị vì của vị vua này, "một vực thẳm lớn đã xuất hiện gần Bubastis và có nhiều người chết". Mặc dù Manetho ghi chép lại điều này vào thế kỷ thứ 3 trước Công nguyên - hơn hai thiên niên kỷ sau triều đại của nhà vua - một số nhà Ai Cập học cho rằng giai thoại này có thể dựa trên những sự kiện có thực bởi vì khu vực gần Bubastis được biết đến là nơi diễn ra các hoạt động địa chấn

## Lăng mộ
Vị trí lăng mộ của Hotepsekhemwy chưa được xác định chính xác. Các nhà Ai Cập học như Flinders Petrie, Alessandro Barsanti và Toby Wilkinson tin rằng nó có thể là mộ táng hành lang B khổng lồ nằm bên dưới bên dưới khu vực nghĩa trang của kim tự tháp Unas tại Saqqara. Nhiều dấu ấn triện của vua Hotepsekhememy đã được tìm thấy trong các căn phòng này.
Các nhà Ai Cập học khác như Wolfgang Helck và Peter Munro không tin vào điều này và nghĩ rằng mộ táng hành lang B là nơi chôn cất của vua Raneb, bởi vì một số dấu ấn triện của vị vua này cũng được tìm thấy ở đó